# 德·法尔克风车
德·法尔克（De Valk）位于荷兰南荷兰省莱顿，是第三座座落于同一位置的风车。1611年，柱基风车（standerdmolen）"De Valck"在此落成。1667年，一座木制罩袍风车（stellingmolen）落成。1743年，一座更高的石制风车建成。这座风车起初带有六个转矩石（koppels stenen）。在该风车内有两个房间，起初为两位所有人，后来为磨坊主及其仆人所用。
如今该风车被用作市立风车博物馆（stedelijk molenmuseum）。2000年后，该风车重新运转。
在马德罗丹（Madurodam）有该风车的模型。

## 图集

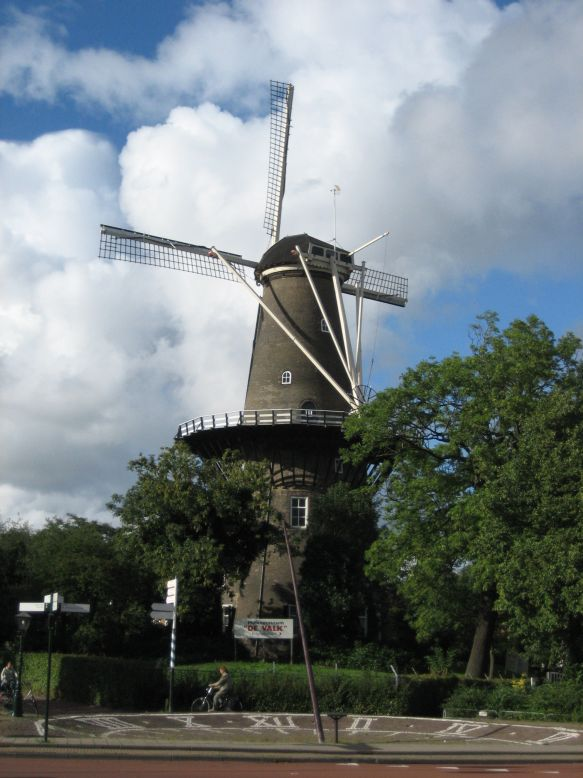
2006年的De Valk
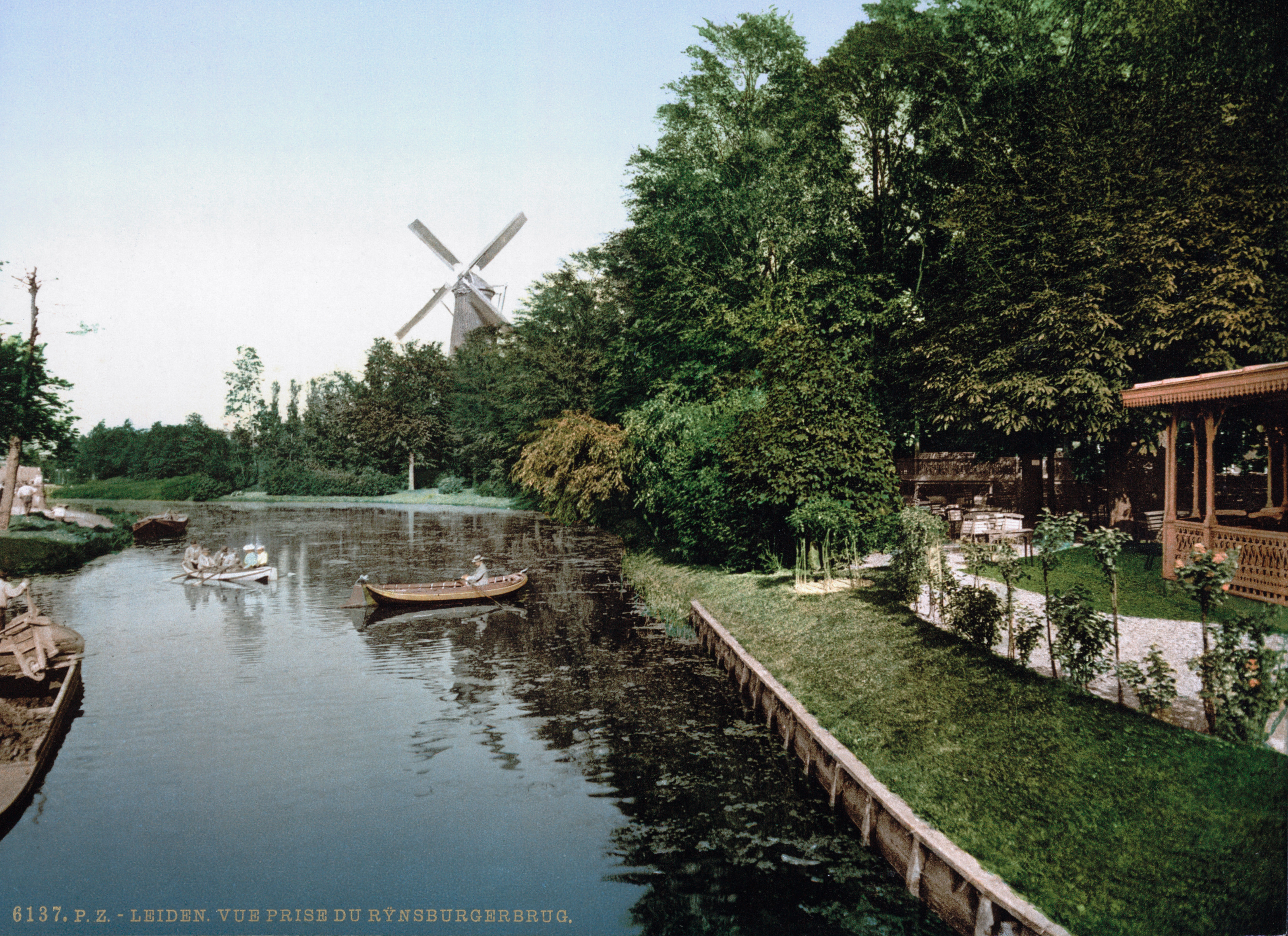
1900年De Valk
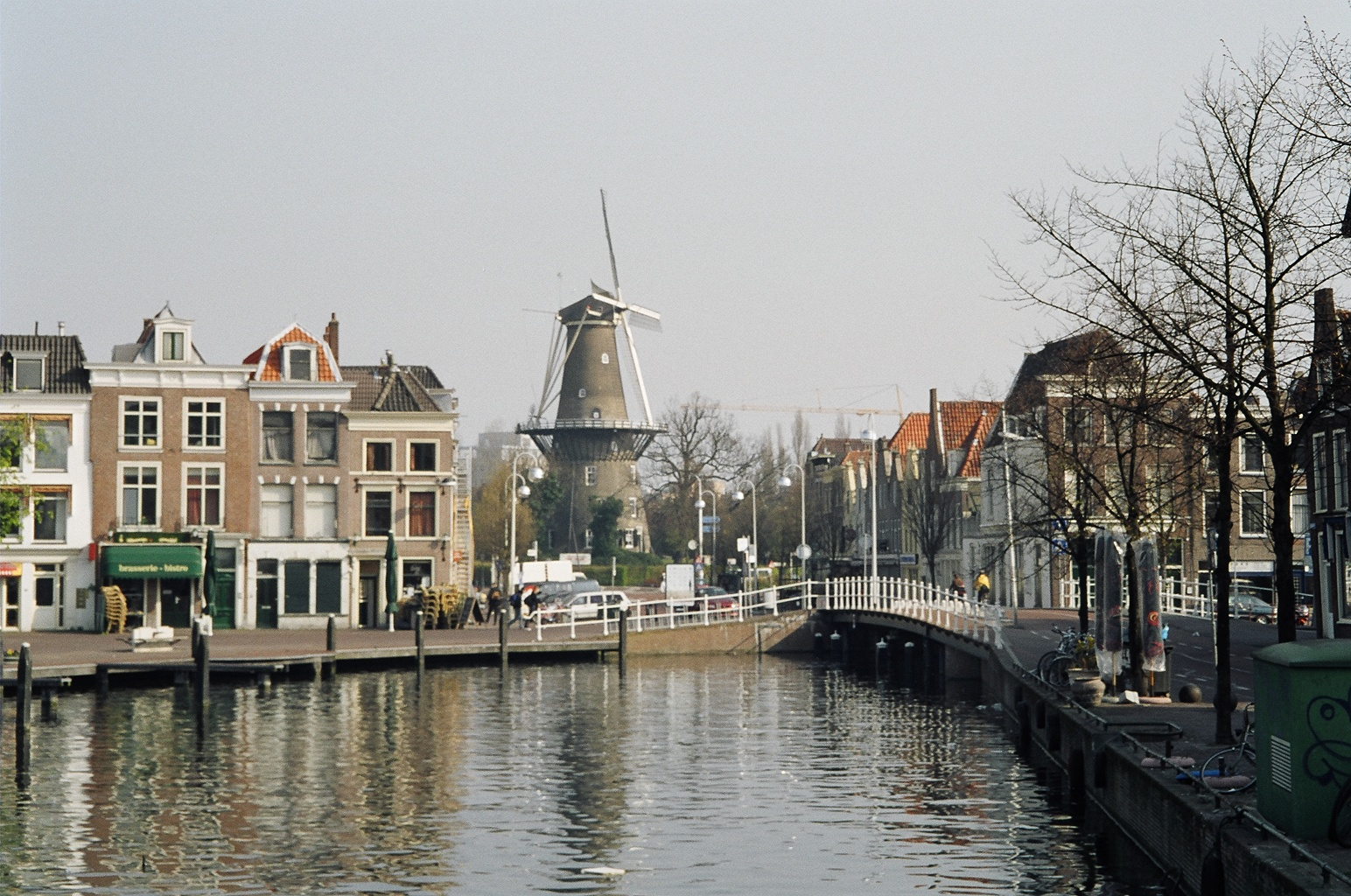
1973
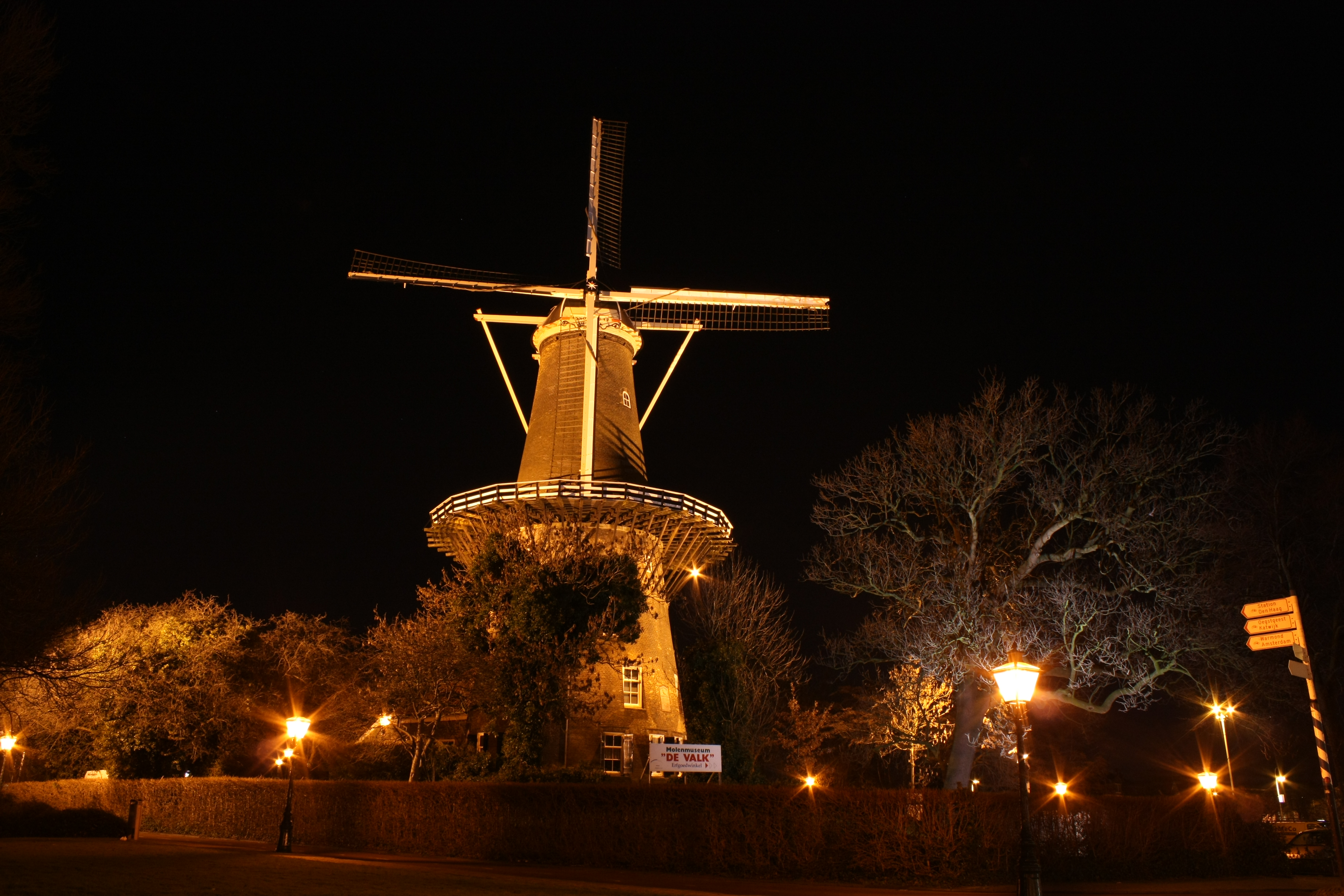
2009夜景
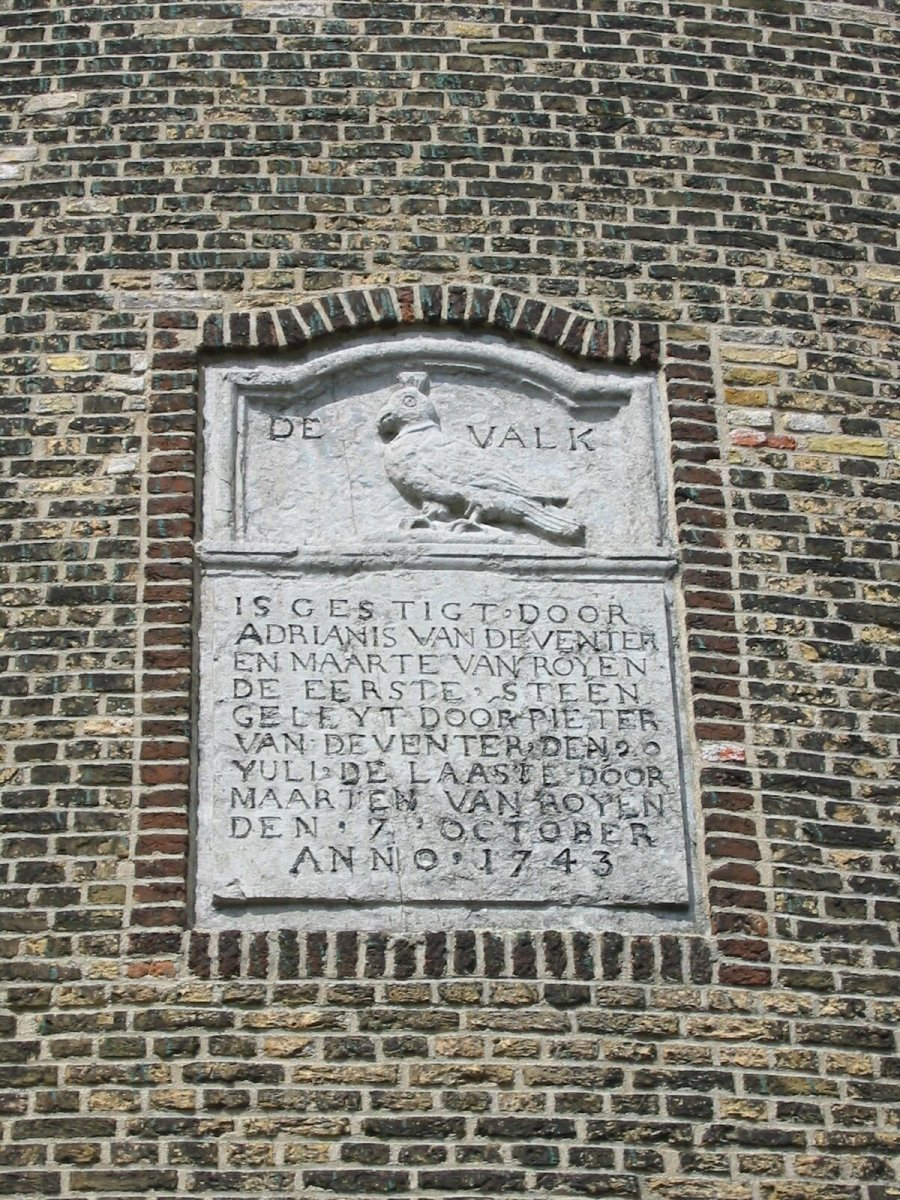
山牆 (gable)
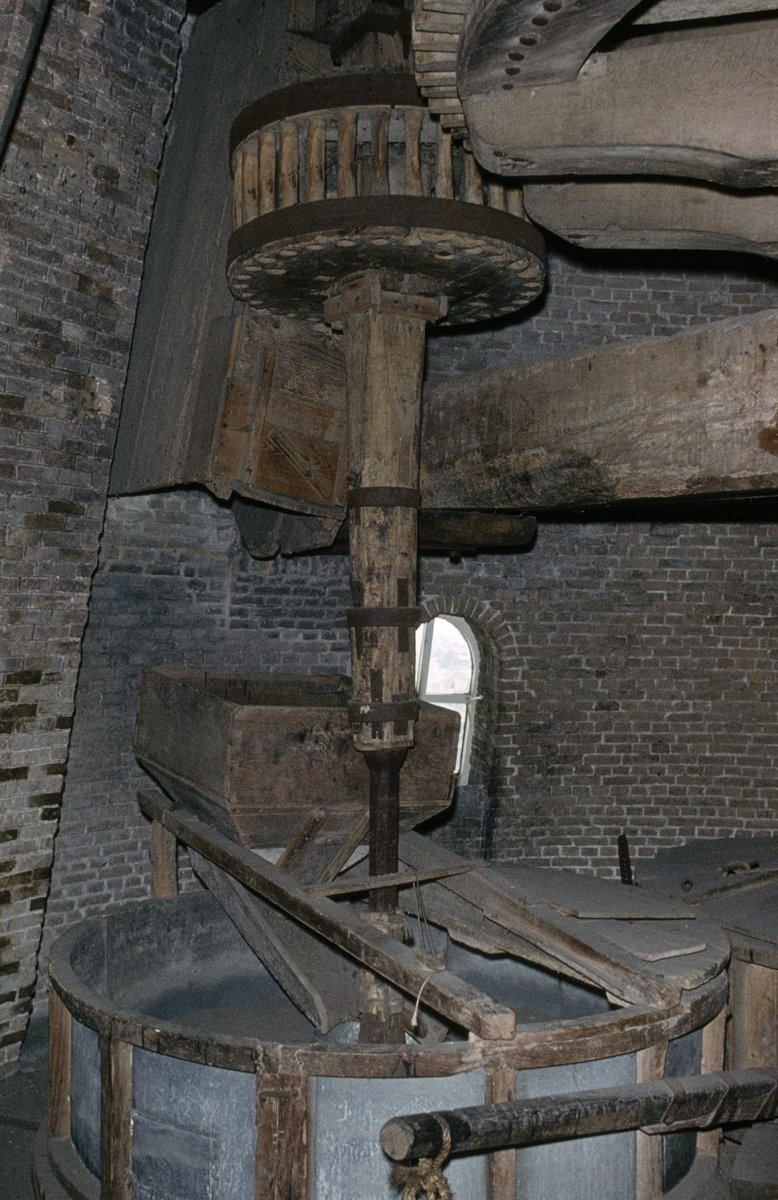
櫃子 (drive mechanism)
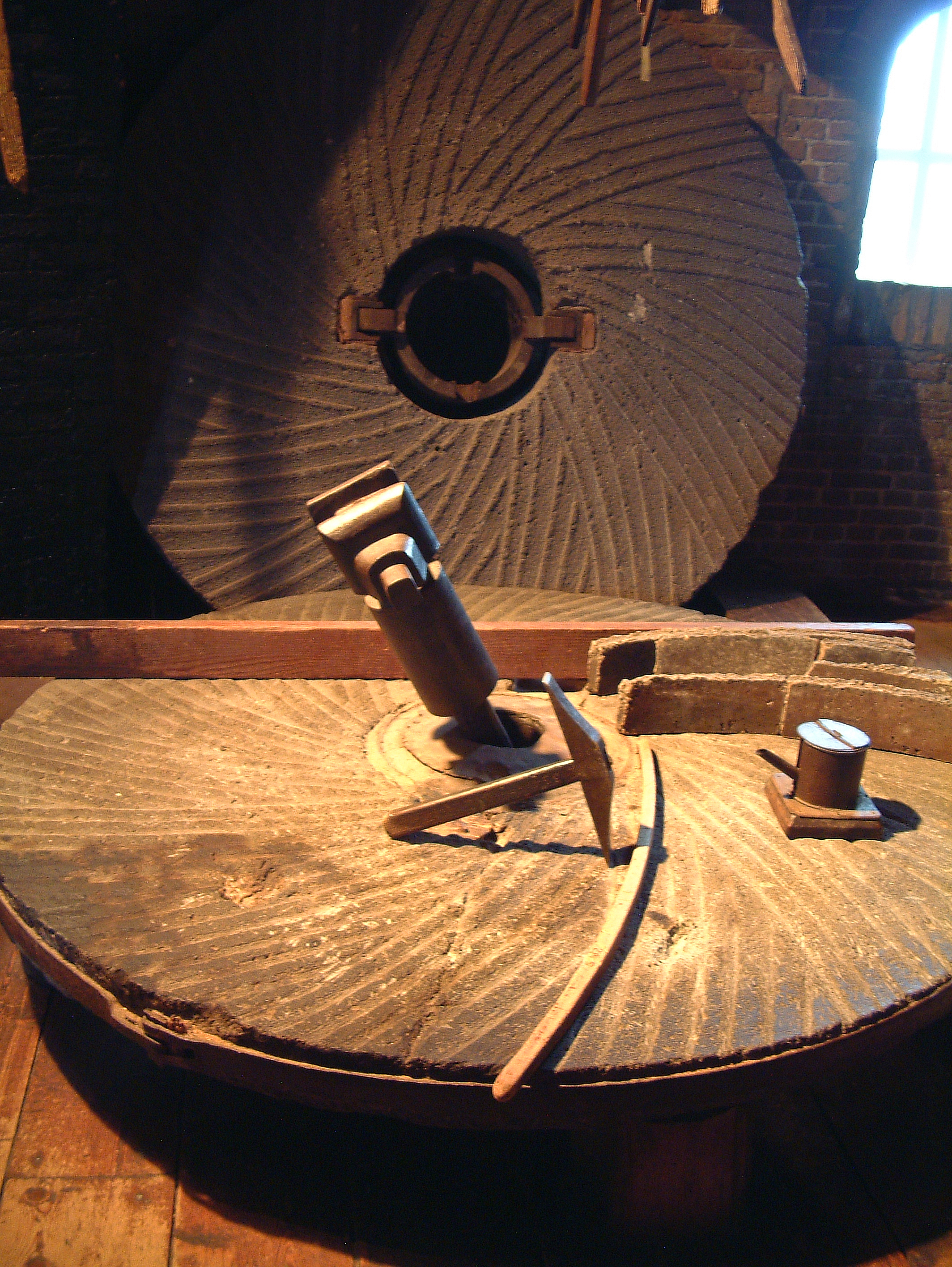
磨石
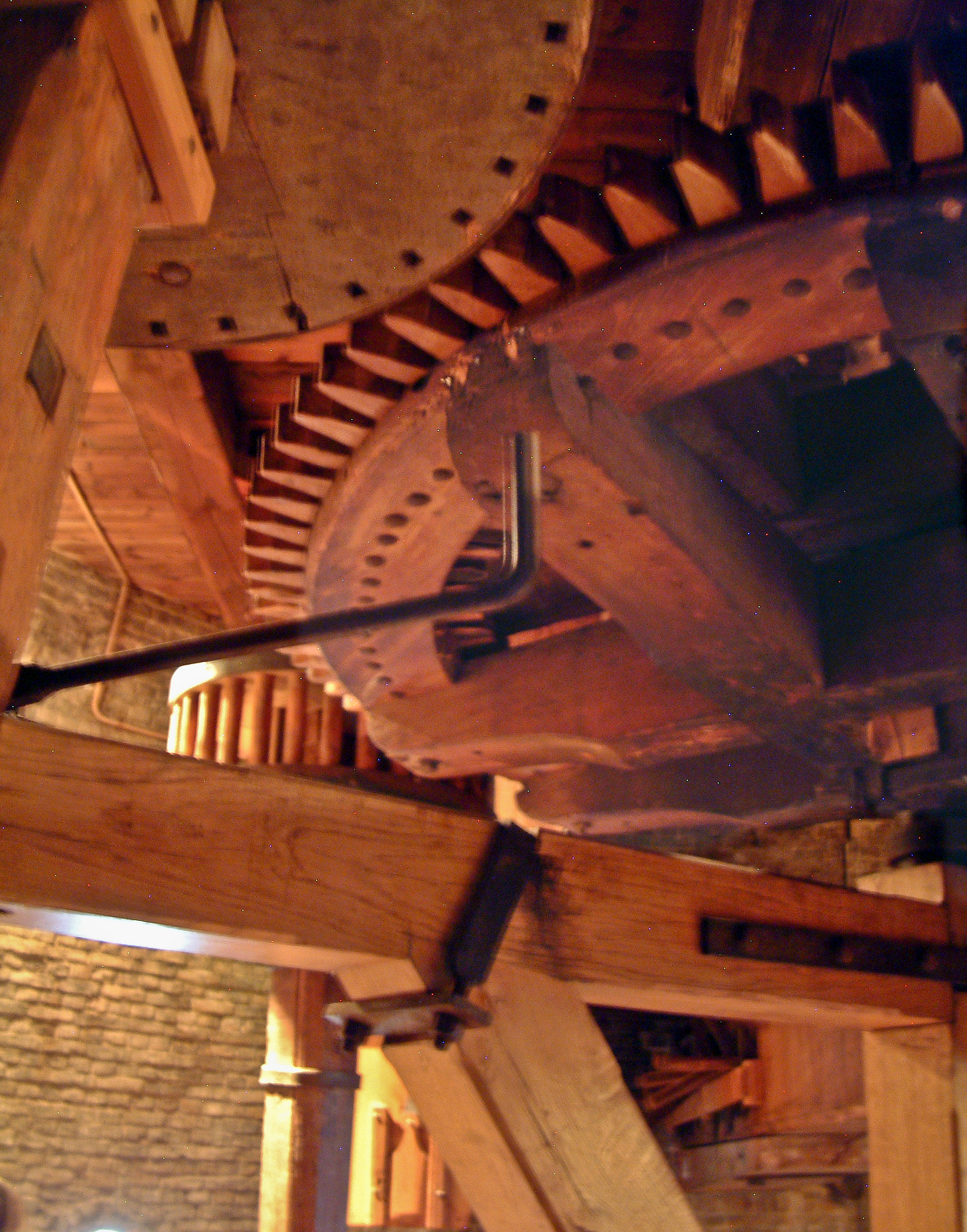
傳動裝置 (gearing)